# Horusweg
Der Horusweg (altägyptisch wat-Hor) bezeichnete den altägyptischen Handelsweg und die Verteidigungslinie.
In der frühdynastischen Zeit und im Alten Reich führte der Horusweg vom nordöstlichen Nildelta noch in das damalige primäre Zielgebiet der Türkisminen auf der Sinai-Halbinsel; später dann über Pelusium bis nach Gaza.

## Streckenverlauf

### Frühdynastische Zeit bis zum Mittleren Reich
Im Alten- und Mittleren Reich hatte der Horusweg in das Gebiet der Iuntiu gegenüber der Zeit ab dem Neuen Reich diesen Streckenverlauf:
- Minschat Abu Omar (Pelusischer Nilarm)
- Tell el-Ginn (Pelusischer Nilarm)
- El Beda
- Sinai

### Neues Reich bis griechisch-römische Zeit
Die Region um die Festung von Sile bildete im Neuen Reich zunächst ab der 18. Dynastie unter Thutmosis III. den neuen Startpunkt des Horusweges, der für Feldzüge oder Expeditionen als Haupthandelsroute in die Region von Retjenu führte.
Die Verteidigungslinie diente dem Schutz vor eventuellen Angriffen auf Ägypten und wurde insbesondere seit der Vertreibung der Hyksos im 16. Jahrhundert v. Chr. durch Anlage von Forts und Befestigungsanlagen flächendeckend ausgebaut.
Unter Ramses II. galt Pi-Ramesse als neuer Startpunkt des Horusweges, der unter Merenptah über die Region seiner Befestigungsanlage in Tjeku führte. Der Streckenverlauf beinhaltete daher folgende neue Stationen:
- Pi-Ramesse
- Fort des Merenptah in Tjeku
- Sile
- Migdol des Ramses III.
- Rafah
- Gaza